# Pediasia
Pediasia là một chi bướm đêm nhỏ thuộc họ Crambidae. Chúng thường xuất hiện ở vùng Eurasia ôn hòa và các vùng phụ cận. Dù chi này đã được đề xuất năm 1825, nó đã không được công nhận rộng rãi cho đến giữa thế kỷ 20. Do đó phần lớn loài trong chi này ban đầu đã được xếp vào chi liên quan gần gũi Crambus.

## Các loài
| - Pediasia abnaki (Klots, 1942) - Pediasia alaica (Rebel, 1907) - Pediasia alcmena Bleszynski, 1965 - Pediasia altaica (Staudinger, 1899) - Pediasia aridalis (Hampson, 1900) - Pediasia aridella - Pediasia aridelloides Bleszynski, 1965 - Pediasia batangensis (Caradja, 1939) - Pediasia bolivarella (Schmidt, 1930) - Pediasia browerella (Klots, 1942) - Pediasia contaminella (Hübner, 1796) - Pediasia desertella (Lederer, 1855) - Pediasia dolichanthia - Pediasia dorsipunctella (Kearfott, 1908) - Pediasia echinulatia - Pediasia epineura (Meyrick, 1883) - Pediasia ericella (Barnes & McDunnough, 1918) - Pediasia fascelinella | - Pediasia hispanica Bleszynski, 1956 - Pediasia huebneri Bleszynski, 1954 - Pediasia jecondica Bleszynski, 1965 - Pediasia jucundella (Herrich-Schäffer, [1847]) - Pediasia kuldjaensis (Caradja, 1916) - Pediasia laciniella (Grote, 1880) - Pediasia lederei Bleszynski, 1954 - Pediasia luteella (Denis & Schiffermüller, 1775) - Pediasia matricella (Treitschke, 1832) - Pediasia numidella (Rebel, 1903) - Pediasia ochristrigella (Hampson, 1896) - Pediasia palmitiella (Chrétien, 1915) - Pediasia pectinicornis (Rebel, 1910) - Pediasia pedriolella (Duponchel, 1836) - Pediasia persella (Toll, 1947) - Pediasia perselloides - Pediasia phrygius | - Pediasia pseudopersella Bleszynski, 1959 - Pediasia pudibundella (Herrich-Schäffer, [1852]) - Pediasia radicivitta (Filipjev, 1927) - Pediasia ramexita Bleszynski, 1965 - Pediasia ribbeella (Caradja, 1910) - Pediasia sajanella (Caradja, 1925) - Pediasia serraticornis (Hampson, 1900) - Pediasia siculella - Pediasia sinevi - Pediasia steppicolella (Zerny, 1914) - Pediasia subepineura Bleszynski, 1954 - Pediasia subflavella (Duponchel, 1836) - Pediasia trisecta (Walker, 1856) - Pediasia truncatella (Zetterstedt, 1839) - Pediasia walkeri Bleszynski, 1962 - Pediasia yangtseella (Caradja, 1939) - Pediasia zellerella (Staudinger, 1899) |

## Hình ảnh

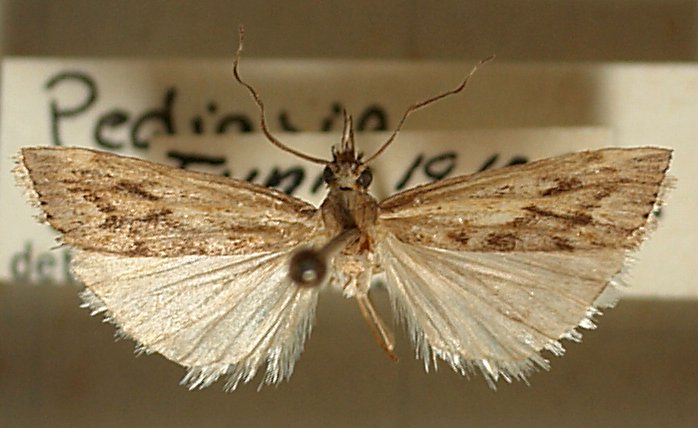